# اللاقو
اللاقو هو أحد أنواع التمور التونسية وأساسا ببلاد الجريد. وينضج في شهر أوت. ويعتبر من الرطب حيث لا يتاجر به.

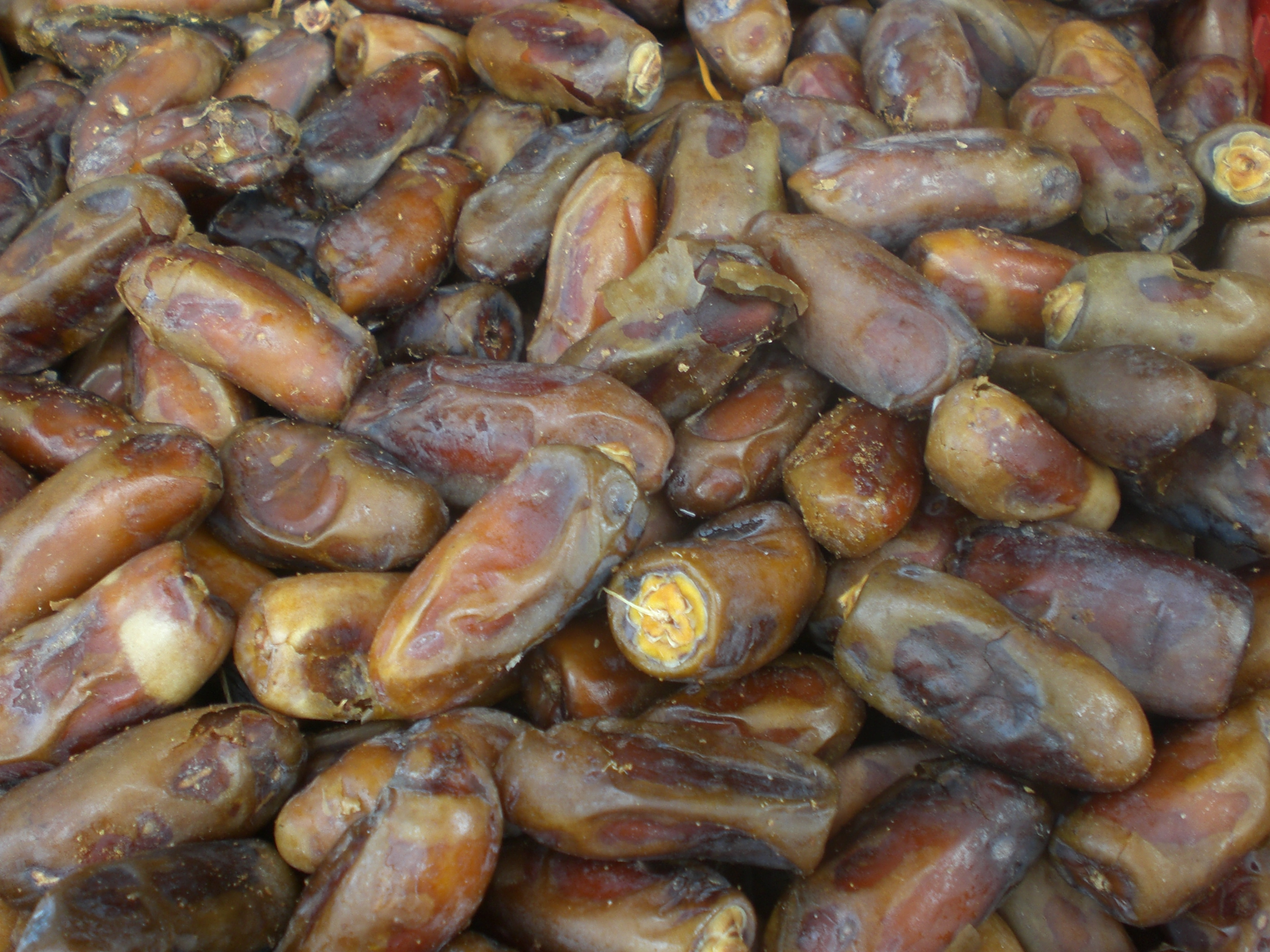
تمر اللاقو